# Campeonato Goiano de Futebol de 1945
O Campeonato Goiano de Futebol de 1945, originalmente denominado Campeonato Goianiense pela FGF, foi a quarta edição do Campeonato Goianiense e a segunda a ser reconhecida como estadual. O Goiânia, após vencer o Atlético Goianiense por W.O. na última rodada, sagrou-se campeão goiano pela primeira vez e campeão goianiense pela terceira vez.
Esta edição contou com a participação de quatro clubes. O campeão Goiânia disputou nove partidas, com seis vitórias, um empate e duas derrotas.
Apesar de sua importância, e de seu vencedor ser considerado o campeão goiano já na época de sua disputa por alguns órgãos de imprensa, o torneio era oficialmente um campeonato da cidade de Goiânia. O Campeonato Goiano Amador só foi ter sua primeira edição no ano de 1948. Apesar disso, esta edição é reconhecida como Campeonato Goiano.

## História
O Campeonato Goianiense de 1945 foi a quarta edição da competição municipal de clubes de futebol filiados a FGF. Apesar do certame ter sido instituído em 1940 pela FGF com a finalidade de apontar o clube campeão goianiense da temporada, a primeira edição a ser reconhecida como estadual foi a de 1944.

## Torneio Início
Não se tem a informação do campeão do torneio início de 1945, porém existe grandes possibilidades do Goiânia ter vencido. O Atlético Goianiense foi o vice-campeão ao retirar-se de campo na final.

### Premiação
| Torneio Início Goiano 1945 |
| -------------------------- |
| Desconhecido Campeão       |

## Regulamento
O Campeonato Goianiense de 1945 é disputado por quatro clubes em três turnos. Em cada turno, todos os clubes jogam entre si uma única vez. Os jogos do segundo turno serão realizados em ordem aleatória, apenas com o mando de campo invertido. Os jogos do terceiro turno serão com o mando do primeiro. Não há campeões por turnos, sendo declarado campeão goianiense o clube que obtiver o maior número de pontos após as 18 rodadas.

## Participantes
| Equipe              | Cidade  | Em 1944 | Participação | Títulos            |
| ------------------- | ------- | ------- | ------------ | ------------------ |
| Atlético Goianiense | Goiânia | 1º      | 3ª/2ª        | 1 (último em 1944) |
| Goiânia             | Goiânia | 2º      | 4ª/2ª        | 2 (último em 1943) |
| Goiás               | Goiânia | 3º      | 3ª/2ª        | 0 (não possui)     |
| Vila Nova           | Goiânia | 4º      | 3ª/2ª        | 0 (não possui)     |

## Sede

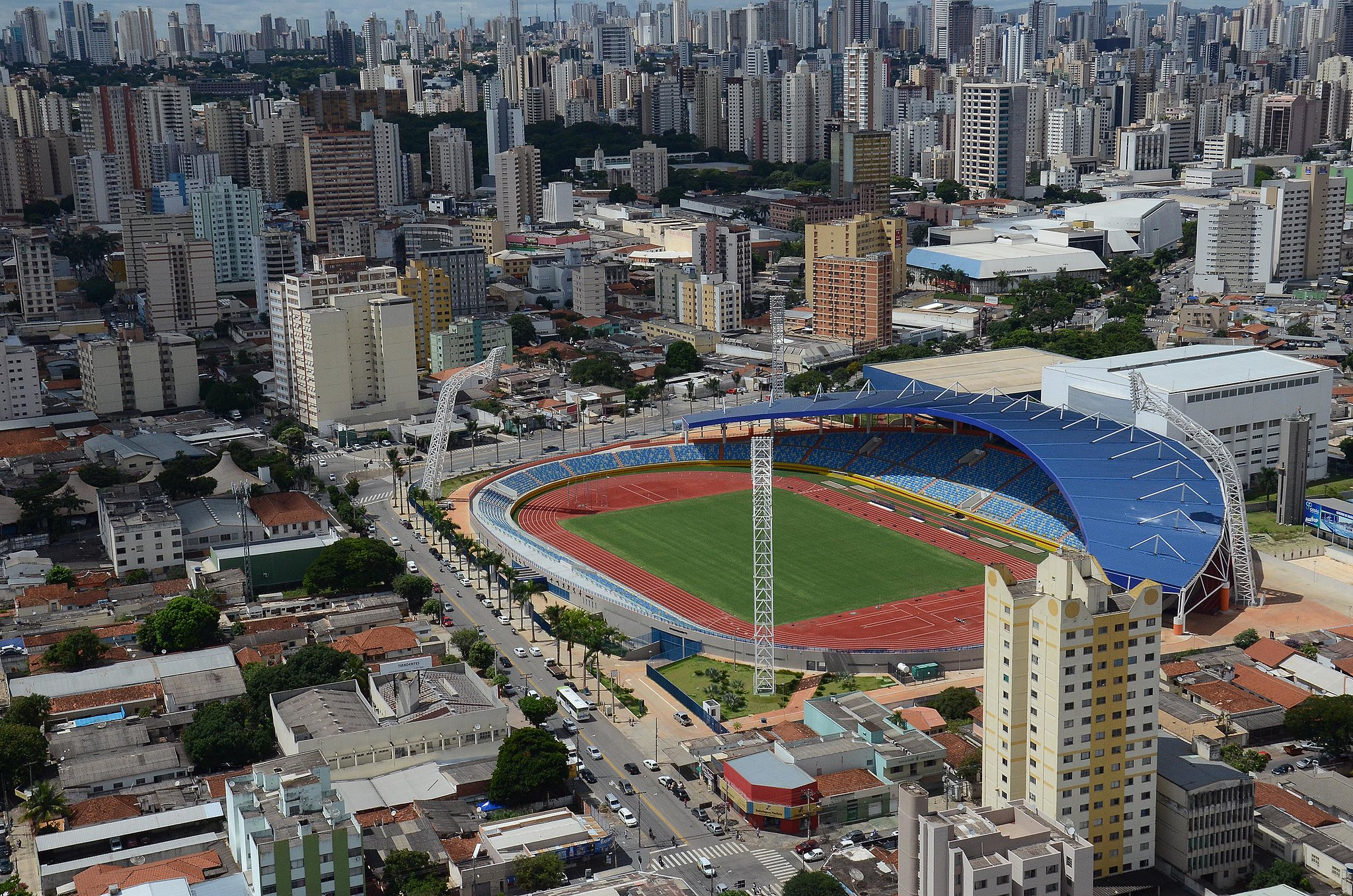
O Estádio Pedro Ludovico foi designado como palco para as partidas do campeonato.

O Campeonato Goianiense de 1945 teve como sede o Estádio Pedro Ludovico, também conhecido como Estádio Oficial. Todos os clubes disputaram suas partidas neste campo.

## Classificação
Fonte: 
| Pos | Equipe              | PG | J | V | E | D | GP | GS | SG  |
| --- | ------------------- | -- | - | - | - | - | -- | -- | --- |
| 1   | Goiânia             | 13 | 9 | 6 | 1 | 2 | 18 | 9  | +9  |
| 2   | Goiás               | 12 | 9 | 5 | 2 | 2 | 15 | 11 | +4  |
| 3   | Atlético Goianiense | 8  | 9 | 4 | 0 | 5 | 14 | 16 | -2  |
| 4   | Vila Nova           | 3  | 9 | 1 | 1 | 7 | 13 | 24 | -11 |

### Confrontos
Fonte:
| 8 de abril de 1945 | Goiânia                      | 3 – 3  | Goiás                   | Estádio Pedro Ludovico Teixeira, Goiânia |
|                    | Mateba · Alceu · Ditinho 57' | Súmula | , 10' Solôbo · 22' Goiá |                                          |

| 6 de maio de 1945 | Vila Nova    | 1 – 3  | Goiás                        | Estádio Pedro Ludovico Teixeira, Goiânia |
|                   | Minas Gerais | Súmula | Solôbo · Osiris · Washington | Árbitro: GO Diogo Vasconcelos            |

| 20 de maio de 1945 | Vila Nova | 6 – 3  | Atlético Goianiense | Estádio Pedro Ludovico Teixeira, Goiânia |
|                    |           | Súmula |                     |                                          |

| 3 de junho de 1945 | Goiânia | 1 – 0  | Vila Nova | Estádio Pedro Ludovico Teixeira, Goiânia |
|                    |         | Súmula |           |                                          |

| 10 de junho de 1945 | Goiás                 | 3 – 0  | Atlético Goianiense | Estádio Pedro Ludovico Teixeira, Goiânia |
|                     | Solôbo , · Washington | Súmula |                     |                                          |

| 24 de junho de 1945 | Goiânia | 1 – 2  | Atlético Goianiense | Estádio Pedro Ludovico Teixeira, Goiânia |
|                     |         | Súmula |                     |                                          |

| 15 de julho de 1945 | Goiás | 1 – 0  | Goiânia | Estádio Pedro Ludovico Teixeira, Goiânia |
|                     |       | Súmula |         |                                          |

| 22 de julho de 1945 | Vila Nova | 1 – 3  | Atlético Goianiense | Estádio Pedro Ludovico Teixeira, Goiânia |
|                     |           | Súmula |                     |                                          |

| 29 de julho de 1945 | Vila Nova   | 1 – 2  | Goiás               | Estádio Pedro Ludovico Teixeira, Goiânia |
|                     | Experiência | Súmula | Washington · Solôbo |                                          |

| 5 de agosto de 1945 | Atlético Goianiense | 0 – 1  | Goiás    | Estádio Pedro Ludovico Teixeira, Goiânia |
|                     |                     | Súmula | Ubaldino | Árbitro: GO José Fioroti                 |

| 12 de agosto de 1945 | Goiânia | 3 – 1  | Vila Nova | Estádio Pedro Ludovico Teixeira, Goiânia |
|                      |         | Súmula |           | Árbitro: GO Hélio Teixeira               |

| 19 de agosto de 1945 | Goiânia | 2 – 0  | Atlético Goianiense | Estádio Pedro Ludovico Teixeira, Goiânia |
|                      |         | Súmula |                     |                                          |

| 26 de agosto de 1945 | Goiânia            | 2 – 0  | Goiás | Estádio Pedro Ludovico Teixeira, Goiânia |
|                      | Pequetito 44', 64' | Súmula |       | Árbitro: GO José Fioroti                 |

| 2 de setembro de 1945 | Atlético Goianiense | 3 – 0  | Vila Nova | Estádio Pedro Ludovico Teixeira, Goiânia |
|                       |                     | Súmula |           |                                          |

| 9 de setembro de 1945 | Goiás | 1 – 1  | Vila Nova    | Estádio Pedro Ludovico Teixeira, Goiânia |
|                       | Goiá  | Súmula | Minas Gerais |                                          |

| 16 de setembro de 1945 | Goiás | 1 – 3  | Atlético Goianiense | Estádio Pedro Ludovico Teixeira, Goiânia |
|                        |       | Súmula |                     |                                          |

| 16 ou 23 de setembro de 1945 | Goiânia | 5 – 2  | Vila Nova | Estádio Pedro Ludovico Teixeira, Goiânia |
|                              |         | Súmula |           |                                          |

| 23 ou 30 de setembro de 1945 | Goiânia | W.O. – 0 | Atlético Goianiense | Estádio Pedro Ludovico Teixeira, Goiânia |
|                              |         | Súmula   |                     |                                          |

- O Atlético Goianiense desistiu da disputar por não ter mais chances de título.

## Premiação
| Campeonato Goiano de 1945   |
| --------------------------- |
| Goiânia Campeão (1º título) |

| Campeonato Goianiense de 1945 |
| ----------------------------- |
| Goiânia Campeão (3º título)   |

## Estatísticas
Atualizado até 27 de setembro de 2024

### Artilharia
| Pos. | Jogador | Equipe  | Gols |
| ---- | ------- | ------- | ---- |
| 1    | Mateba  | Goiânia | 9    |